# Дахнівський заказник
Дахнівський — ботанічний заказник місцевого значення у  Черкаському районі Черкаської області.

## Опис
Заказник площею 16,3 га розташовано у кв. 37, вид. 10, 11, 14, 16 Дахнівського лісництва, біля околиці м. Черкаси.
Як об'єкт природно-заповідного фонду створено рішенням Черкаського облвиконкому від 12.01.1982 р. № 12. Землекористувач або землевласник, у віданні якого перебуває заповідний об'єкт — ДП «Черкаське лісомисливське господарство».
На території заказника стиглі соснові насадження; підлісок складають глід, бузина чорна і червона; у трав'яному покриві — чистотіл, кропива та інші рослини.

## Галерея

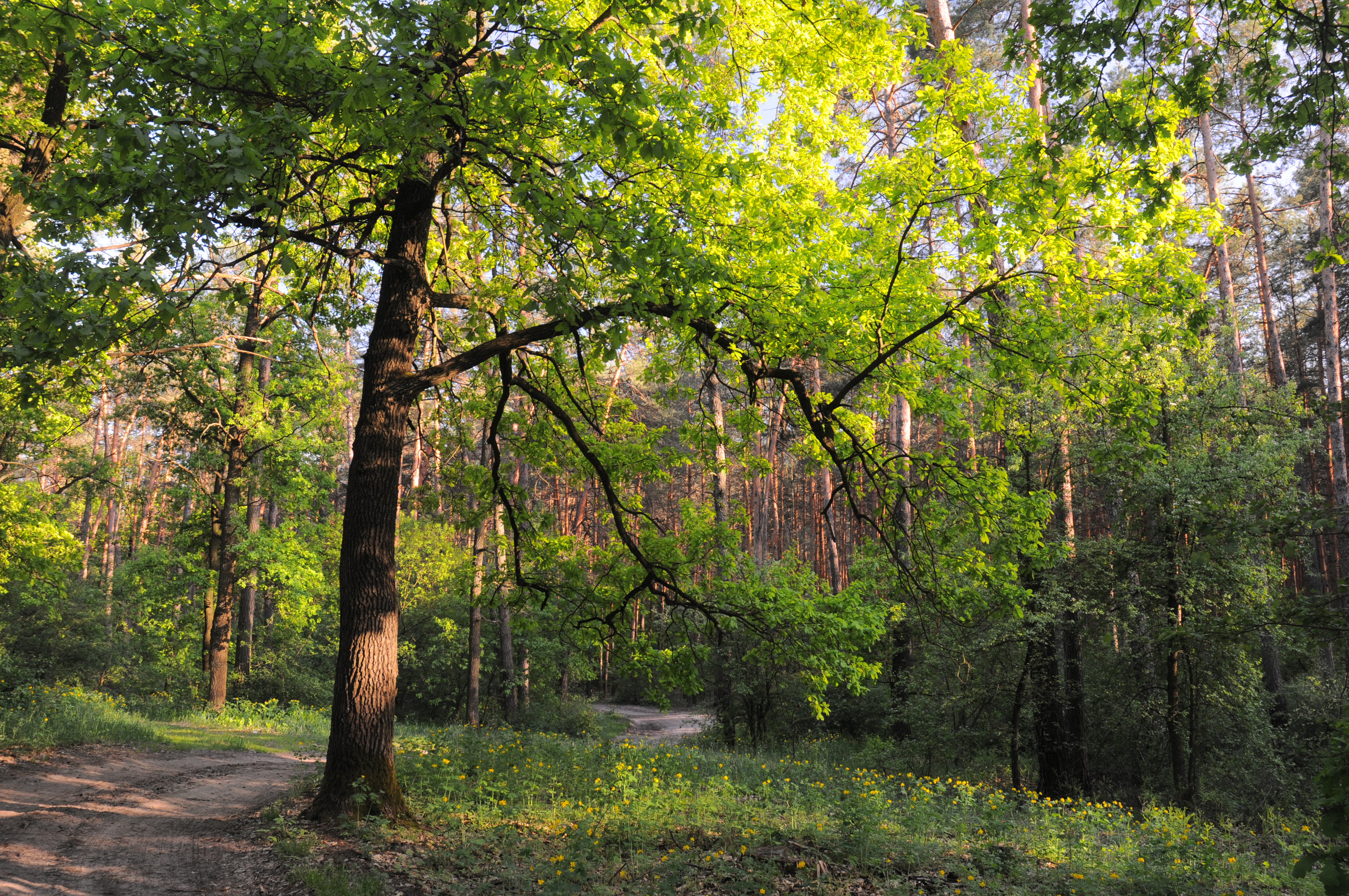